# Wilhelm Nellemose
Vilhelm (kaldet Wilhelm) Marius Andersen Nellemose (født 31. marts 1890 i Middelfart, død 13. november 1944 i Svesinglejren) var en dansk søofficer og modstandsmand.
Han var søn af murermester, arkitekt Terkel Vilhelm Andersen Nellemose og hustru Kirstine født Nielsen. 1907 blev han kadet i Søetaten, 1912 sekondløjtnant, 1913 premierløjtnant og blev 1919 sat uden for nummer. 1922 indtrådte han atter i Søetaten, blev samme år kaptajnløjtnant, 1923 blev han hårdt såret, da et tågeudviklingsapparat eksploderede om bord på krydseren Geiser. Han mistede et øje, hans ansigt blev vansiret, og lægerne måtte transplantere hud fra hovedbunden til at rekonstruere hans øjenbryn. Nellemose blev 1924 kaptajn, men 1926 tog han afsked fra Søetaten.
Han blev handelsmand i London, hvor han handlede med sko, og var 1927-30 honorær sekretær i Anglo-Danish Society, fra januar 1927 medlem af bestyrelsen for samme og medredaktør af The Anglo-Danish Journal. Han var flere gange tolk ved dansk søretssager i i Admiralitetsretten i London. 1933 vendte han hjem til Danmark og blev ansat ved de internationale biologiske havundersøgelser med kontor på Charlottenlund Slot.
Allerede fra 1939 var han beskæftiget med efterretningsvirksomhed for Storbritannien (SIS). Han fik kodenavnet R34-0 og var leder af en gruppe bestående af:
1. Hans Christian Henry Petersen (R34-01)
2. Aage Helge Olstrup (R34-04)
3. Charlie Rasmussen (R34-05)
4. Helge Juul, Knud Pade og Erik Hansen (numre ikke kendt), samt
5. Doan Ryle (R120)

Hans officerskarriere og hans etablerede tilknytning til England gjorde ham under 2. verdenskrig til en egnet kontaktperson i Danmark for den engelske efterretningstjeneste SIS. Ud over denne aktivitet var Nellemose fra sommeren 1943 også aktiv i forbindelse med etablering af transportruter til Sverige. Under Besættelsen var han medlem af modstandsgrupperne Dannevirke, Dansk Borgerværn og Den Militære Efterretningstjeneste. Han stod for flugthjælp, og især var han med til at lokalisere tyske tropper og pejlestationer i hele Danmark. 25. februar 1944 blev han anholdt, placeret i Vestre Fængsel, indsat i Frøslevlejren 6. september og 15. september overført til koncentrationslejren Neuengamme. Herfra kom han på udekommando i Svesinglejren, hvor han omkom af sult og dysenteri den 13. november 1944 under arbejdet med at grave tyske tankgrave i Husum.
Han er omtalt i Kirsten Olstrup Seegers bog Friendly Fire, hvor Jørgen Kieler og andre giver et lidet flatterende billede af Nellemoses indsats.
31. marts 1915 ægtede han i Holmens Kirke Inger Marie Kühl (19. december 1892 i Svendborg - ?), datter af garvermester Ludvig Daniel Jacob Kühl og hustru Caroline født Rasmussen. Ægteskabet blev opløst 13. oktober 1919 og var barnløst.  Den 7. maj 1921 i pastor Nielsen´s hjem i Skovshoved ægtede han Minna Dorthea Rasmussen (10. april 1893  i Gentofte - 8. oktober 1951 i Vangede), datter af kontorist Ludvig Peter Rasmussen og Caroline Augusta Marie f. Giese. Parrets eneste barn Leif fødtes allerede i 1919.
Nellemose blev begravet på den stedlige kirkegård, hvorfra liget senere blev hentet hjem til Gentofte Kirkegård., hvor han blev begravet den 14. juli 1945.